# Werner Buddecke
Werner Buddecke (* 20. Januar 1887 in Darmstadt; † 5. April 1967) war ein deutscher Bibliothekar. Er machte sich verdient um die Pflege des Werkes von Jakob Böhme.

## Leben
Werner Buddeckes Vater war preußischer Oberst. Buddecke hatte zwei Brüder. Er heiratete 1920 Pauline Antonie Marie von Orth in Berlin. 
Buddecke studierte Philosophie, Klassische Philologie, Germanistik und Kunstgeschichte in Berlin. Promoviert wurde er 1914 in Jena. Anschließend absolvierte er sein Volontariat an der Universitätsbibliothek Jena und an der Staatsbibliothek Berlin. Seine weitere bibliothekarische Laufbahn führte ihn an die UB Greifswald, noch einmal an die Staatsbibliothek Berlin, wieder an die UB Greifswald und 1927 an die UB Göttingen. Dort blieb er bis 1943, als er als kommissarischer Leiter an die Bibliothek der TH Aachen ging. 1944 kehrte er an die UB Göttingen zurück, wo er bis zu seiner Pensionierung 1952 blieb.
In und neben seiner bibliothekarischen Arbeit widmete sich Buddecke dem Werk Jakob Böhmes; er verzeichnete Böhmes Handschriften und entdeckte einige neu. Außerdem gab er eine Bibliographie der Werke heraus und besorgte wissenschaftliche Ausgaben seiner Werke.

## Veröffentlichungen
- Schellings Metaphysik der Musik in ihrem systematischen Zusammenhang dargestellt. Neuenhahn, Jena 1914 (Jena, Univ., Phil. Fak.,  Diss., 1914)
- Der lebendige Jakob Böhme: Vortrag. Moninger, Greifswald 1924.
- Das Wesen bibliothekarischer Berufstätigkeit und die Frage des Austausches wissenschaftlicher Bibliothekare. In: Zentralblatt für Bibliothekswesen, Bd. 42 (1925).
- Die Handschrift Jakob Böhmes, 2 Bde. Weidmann, Berlin 1933–1934 (Nachrichten von der Gesellschaft der Wissenschaften zu Göttingen, Philologisch-Historische Klasse. Fachgruppe 4, Nachrichten aus der neueren Philologie und Literaturgeschichte; N.F. 1,3)
- Bearbeitung: Verzeichnis von Jakob-Böhme-Handschriften. Häntzschel, Göttingen 1934 (Hainbergschriften; 1) (Digitalisat).

- Hrsg.: Die Jakob Böhme-Ausgaben: ein beschreibendes Verzeichnis.
  - Teil 1: Die Ausgaben in deutscher Sprache. Häntzschel, Göttingen 1937 (Hainbergschriften; 5) (Digitalisat).
  - Teil 2: Die Übersetzungen. Häntzschel, Göttingen 1957 (Arbeiten aus der Niedersächsischen Staats- und Universitätsbibliothek Göttingen; 2).
- Hrsg.: Jakob Böhme: Die Urschriften, 2 Bde. Frommann, Stuttgart-Bad Cannstatt 1963–1966.